# Rappen kann tödlich sein
Rappen kann tödlich sein ist ein Musikalbum der deutschen Rapper Favorite und Jason. Es erschien am 7. Oktober 2005 als zweite Veröffentlichung des Düsseldorfer Labels Selfmade Records. Für den Essener Favorite ist Rappen kann tödlich sein das Debütalbum.

## Hintergrund
Nach der Gründung des Independent-Labels Selfmade Records im Jahr 2004, wurde Favorite als erster Künstler unter Vertrag genommen. Jason und Favorite, die beide aus dem Essener Stadtteil Borbeck kommen, kannten sich zu dieser Zeit bereits und hatten auch schon gemeinsame Lieder aufgenommen. Im April 2005 erschien Schwarzes Gold als erste Veröffentlichung über das neue Label. Der Sampler enthält mit Ruhrpott 4 Life von Favorite und Ich Aim aufs Bizz von Jason je einen Solobeitrag der beiden Essener. Im Anschluss daran begannen die beiden Rapper gemeinsam mit dem Produzenten Rizbo an dem Album Rappen kann tödlich sein zu arbeiten. Für dieses konnten die beiden Hip-Hop-Musiker zwei Gastmusiker gewinnen. Das Lied Glock Talk enthält einen Gesangsbeitrag des Essener Nelson. Außerdem hat der Rapper Lakmann, der zusammen mit Flipstar das Duo Creutzfeld & Jakob bildet, eine Strophe in dem Titel Spot an. In einem Interview äußerte sich Favorite zur Auswahl des Albumtitels: „In erster Linie soll es eine Warnung sein, sowohl für den Konsumenten als auch für andere Rapper. Außerdem ist es lustig.“

## Stil
Die Titel des Albums sind hauptsächlich der Stilrichtung des Battle-Raps zuzuordnen. Dabei nutzen die beiden Rapper zahlreiche Wortspiele in ihren Texten und unterstreichen auch in Interviews, dass die Stücke der Unterhaltung dienen sollen. Des Weiteren stilisieren sich Favorite und Jason etwa in dem Titel Hauptsache Gangsta zu Kriminellen. Die Darstellung wird dabei überspitzt, sodass die Ironie erkennbar wird. In Interviews unterstreicht Favorite, dass die Texte von Rappen kann tödlich sein nicht ernst gemeint sind: „Das ist alles Entertainment. Wir sind keine Gangster.“ Außerdem greifen die beiden Essener auch andere Rapper wie Sido, Bushido, Fler, Eko Fresh oder den Selfmade-Records-Gründer Slick One an. Laut Aussage Favorites war der Angriff gegen Slick One „Spaß“ und wurde im Voraus mit diesem abgesprochen. Auch die anderen Attacken seien eher zufällig entstanden und sollen in Zukunft ausbleiben.

## Titelliste

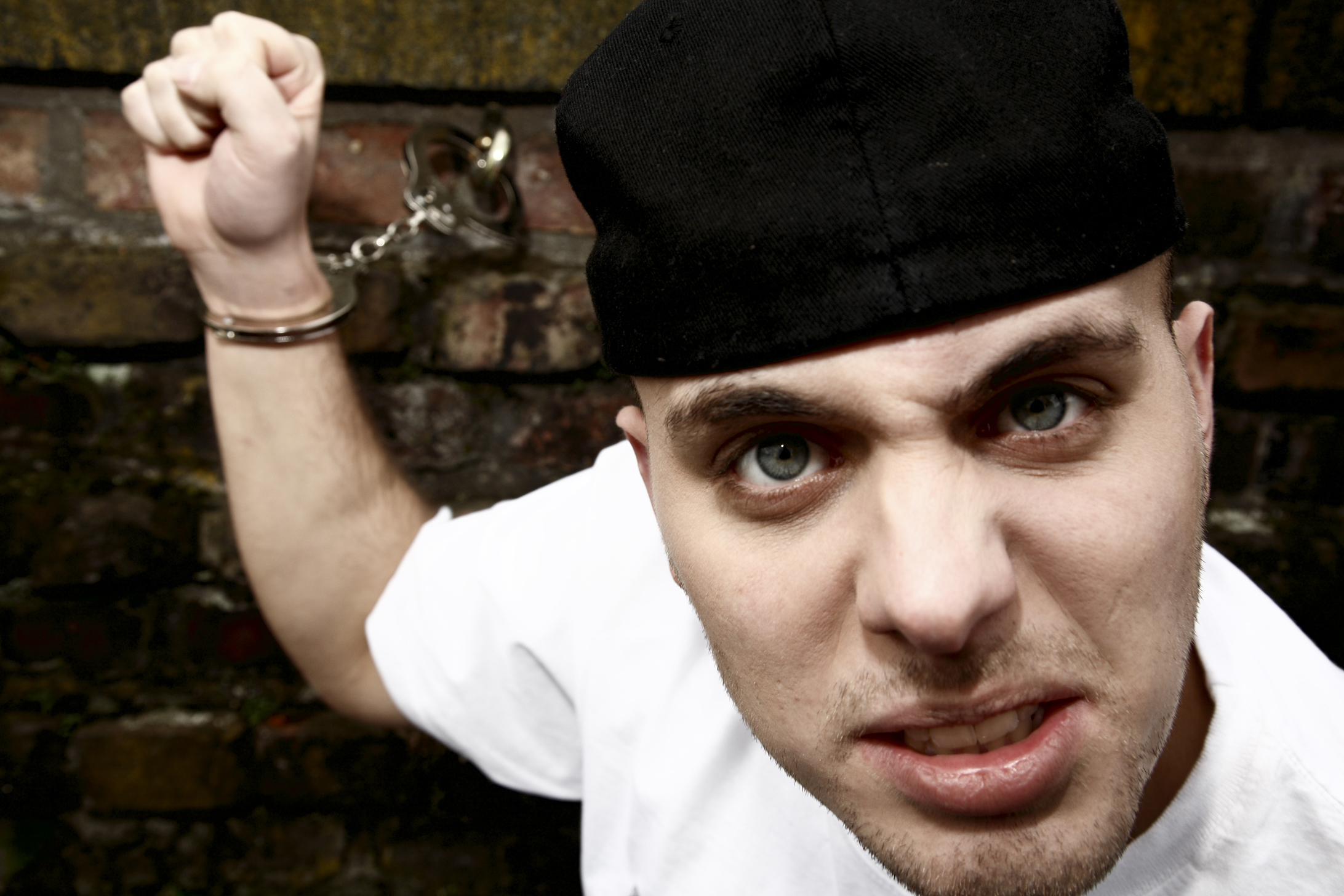
Rapper Favorite

| #  | Titel                 | Gastbeitrag | Produzent              | Länge |
| -- | --------------------- | ----------- | ---------------------- | ----- |
| 1  | Intro                 |             | Rizbo                  | 0:35  |
| 2  | Mit Mic oder ohne     |             | Rizbo                  | 2:43  |
| 3  | Reloaded              |             | Vizir                  | 3:47  |
| 4  | Ganz normaler Tag     |             | I Pro-Deuce            | 1:18  |
| 5  | Kein Skit             |             | I Pro-Deuce            | 0:47  |
| 6  | Spot an               | Lakmann     | Rizbo                  | 4:10  |
| 7  | Granaten im Club      |             | Rizbo                  | 3:05  |
| 8  | Stalkerslut           |             | Rizbo                  | 4:09  |
| 9  | Hauptsache Gangsta    |             | Rizbo                  | 3:51  |
| 10 | Hackfleisch (Skit)    |             | I Pro-Deuce            | 0:52  |
| 11 | Unendliche Geschichte |             | Rizbo                  | 3:07  |
| 12 | Glock Talk            | Nelson      | Rizbo                  | 3:34  |
| 13 | Hinter den Kulissen   |             | I Pro-Deuce            | 3:22  |
| 14 | Auch kein Skit        |             | I Pro-Deuce            | 0:23  |
| 15 | Im Westen             |             | Rizbo                  | 3:15  |
| 16 | Needful Things        |             | Rizbo                  | 3:09  |
| 17 | Abwärts               |             | I Pro-Deuce            | 3:41  |
| 18 | Aim aufs Bizz (RMX)   |             | Flipstar & I Pro-Deuce | 3:50  |
| 19 | Ruhrpott 4 Life (RMX) |             | Rizbo                  | 3:34  |
| 20 | Outro                 |             | I Pro-Deuce            | 0:16  |

## Produktion
Die Produktionen der Stücke des Albums wurden hauptsächlich von Rizbo, der wie Favorite bei Selfmade Records unter Vertrag steht, beigesteuert. Er hat die Titel Intro, Mit Mic oder ohne, Spot an, Granaten im Club, Stalkerslut, Hauptsache Gangsta, Unendliche Geschichte, Glock Talk, Im Westen, Needful Things und Ruhrpott 4 Life (RMX) produziert. Als weiterer Produzent kann I Pro-Deuce genannt werden, der für die musikalische Untermalung der Lieder Ganz normaler Tag, Kein Skit, Hackfleisch (Skit), Hinter den Kulissen, Auch kein Skit, Abwärts, Outro und in Zusammenarbeit mit Flipstar Aim Aufs Bizz (RMX) verantwortlich ist. Außerdem wurde der Titel Reloaded von Vizir produziert.

## Vermarktung
Zu dem Titel Mit Mic oder ohne entstand ein Video unter dem aus Spanien stammenden Regisseur Ruben Pogany. Die Aufnahmen dafür entstanden in Essen und Berlin, wobei eine Sequenz das Märkische Viertel Berlins zeigt, in dem der Rapper Sido geboren wurde, was im Video Erwähnung findet. Jason äußerte später, dass die Auswahl des Lieds Mit Mic oder ohne vor Fertigstellung des Albums erfolgt sei und dass man im Nachhinein einen anderen Titel als Video verarbeitet hätte.
Auf der 55. CD des Hip-Hop-Magazins Juice wurde das Stück Reloaded exklusiv veröffentlicht. Des Weiteren erschien ein Lied mit dem Titel 6 Euro Schein, das kostenlos aus dem Internet heruntergeladen werden kann.
Um das Album zu bewerben, wurden außerdem zwei Snippets, in denen die Stücke des Albums angespielt werden, wodurch der Zuhörer einen Eindruck von der Musik vermittelt bekommt, im Internet zur Verfügung gestellt.

## Kritik
Rappen kann tödlich sein wurde von der E-Zine laut.de mit vier von möglichen fünf Bewertungspunkten ausgezeichnet. In der Rezension des Redakteurs Philipp Gässlein wird hervorgehoben, dass Favorite und Jason „ordentliche Technik und einen Flow, der Spaß macht, mit perfektem Zusammenspiel“ verbinden. Die Themen der Titel seien zwar ähnlich, dennoch werden diese durch die humorvollen Übertreibungen positiv von Gässlein aufgenommen. Abschließend weist der Redakteur darauf hin, dass die Texte des Mixtapes für ein Debütalbum bereits professionell vorgetragen seien, und lobt die Produktionen von Rizbo.
Die Redakteure der Internetseite Rap.de bezeichnen das Album als gelungenes Debüt der beiden Essener Rapper. Dennoch ist Rappen kann tödlich sein Geschmackssache, sodass „Leute[n], die mit aggressivem Rap nichts anfangen können, […] diese LP […] nicht zu empfehlen“ sei. Das Album positiv aufnehmen würden dagegen Musikhörer, die die Stilrichtung des Battle Raps mögen.
Das deutsche Hip-Hop-Magazin Juice wertete das Kollabo-Album mit dreieinhalb von möglichen sechs „Kronen“. Insbesondere Favorite wird von der Juice-Redaktion für seinen „präzise[n] Flow“, seine „markante Stimme“ und seine „anarchische […] Mentalität“ gelobt. Jason erreiche dagegen nicht das Talent des Selfmade-Künstlers. Die Produktionen von Rizbo werden, mit Ausnahme des Beats zu Mit Mic oder ohne, durchschnittlich gewertet. Dies gilt auch für die von Favorite und Jason vorgetragenen Hooklines.